# 格里庫羅夫嶺
71°17′S 69°0′W / 71.283°S 69.000°W
格里庫羅夫嶺（英語：Grikurov Ridge）是南極洲的山嶺，位於亞歷山大一世島中部，從勒梅山脈南端向西延伸約11公里，該山嶺以俄羅斯地質學家命名。